# Steve Bould
Stephen Andrew "Steve" Bould (Stoke-on-Trent, 16 november 1962) is een Engels voormalig voetballer en huidig voetbaltrainer. Hij was van medio 2022 tot januari 2025 hoofdtrainer van het Belgische Lommel SK.
Als speler was hij een verdediger van 1980 tot 2000. Bould begon zijn voetbalcarrière in zijn geboortestad bij Stoke City, waar hij een reputatie ontwikkelde als indrukwekkende jonge verdediger. Na een verblijf van zeven seizoenen bij de Potters − waarin hij een van de meest begeerde centrale verdedigers werd − verhuisde hij naar Arsenal in 1988. Op Highbury vormde hij een formidabele achterhoede met Tony Adams, Nigel Winterburn en zijn voormalige Stoke City teamgenoot Lee Dixon, en wist negen belangrijke prijzen te winnen. Hij verliet de Gunners in 1999 en beëindigde zijn spelersloopbaan bij Sunderland.
Na het stoppen met voetballen werkte Bould bij de succesvolle jeugdacademie van Arsenal. Hij werd gepromoveerd tot assistent-trainer aan het begin van het seizoen 2012/13 als vervanger van Pat Rice.

## Clubcarrière

### Stoke City
Bould werd geboren in Stoke-on-Trent en tekende in 1978 als scholier zijn eerste contract bij Stoke City, welke veranderde in een professioneel contract in 1980. Hij maakte zijn debuut als rechtsachter in de met 3−2 verloren uitwedstrijd tegen Middlesbrough in september 1981.   Desondanks was hij niet in staat om een vaste plaats in het team te bemachtigen. In oktober 1982 werd Bould uitgeleend aan Torquay United om ervaring op te doen. Hij kwam tot negen competitiewedstrijden in het team van trainer Bruce Rioch.
Bould werd langzaam een vaste waarde bij Stoke nadat trainer Mick Molls hem als centrale verdediger opstelde als vervanger van Paul Dyson. Het bleek een goede zet. Bould ontwikkelde zich op zijn nieuwe positie en werd langzamerhand een vaste waarde. Door een rugblessure waarbij een operatie benodigd was miste hij een groot deel van het seizoen 1986/87.   Aan het einde van het seizoen 1987/88 werd Bould gezien als een van de beste verdedigers van de Second Division. Arsenal en Everton toonden interesse.   Na overleg maakte Bould de overstap naar Arsenal, dat circa £390.000 voor hem betaalde. Dit was slechts een klein deel van de prijs die Stoke oorspronkelijk voor de Engelsman wilde.

### Arsenal
Bould verkaste op 13 juni 1988 naar Arsenal voor een transfersom van circa £390.000, en  werd onderdeel van hun "famous back four" verdedigingslinie bestaande uit Tony Adams, Nigel Winterburn en zijn oude Stoke City teamgenoot Lee Dixon. Voornamelijk in Europese wedstrijden koos manager George Graham voor een vijfmansdefensie en vervoegde David O'Leary, in de herfst van zijn carrière, de achterhoede. Bould won tweemaal (1988/89 en 1990/91) de First Division met Arsenal. Bould speelde ook mee in de club's beroemde 2−0 overwinning tegen Liverpool op Anfield, waar ze de titel wonnen in de laatste minuut van de laatste wedstrijd van het seizoen. Bould werd door de fans van de club uitgeroepen tot speler van het jaar voor het seizoen  1991/92, al was het een minder succesvol seizoen voor de club als titelverdediger. Arsenal eindigde op de vierde plaats in de competitie en werd vroeg uitgeschakeld in de Europa Cup. Verder werden ze verslagen in de FA Cup door underdog Wrexham.
Op 15 augustus 1992 had Bould de eer om de maker te zijn van Arsenal's eerste Premier League doelpunt. Op Highbury opende hij de score in de 28e minuut. Desondanks wist Norwich City de wedstrijd met 4-2 te winnen.
Een blessure zorgde ervoor dat Bould niet mee kon spelen in de finale van de FA Cup en van de League Cup, welke Arsenal beide won. Zijn back-up Andy Linighan scoorde Arsenal's winnende doelpunt in de return van de FA Cup finale tegen Sheffield Wednesday.
Na het winnen van de Europacup II in 1994, volgde er geen verder succes voor Arsenal en Bould voor verscheiden jaren. De komst van de Franse trainer Arsène Wenger in oktober 1996 leidde tot enkele geruchten dat de verouderde Bould de club zou gaan verlaten (vooral omdat hij inmiddels vaak tweede keus was achter Martin Keown). In plaats daarvan ontstond er een opleving en werd Bould (opnieuw) een belangrijk lid van het team dat de dubbel won in 1997/98. Hij gaf een steekpass op Tony Adams die het laatste doelpunt scoorde in de 4−0 overwinning op Everton, waarmee ze de titel veiligstelden. Twee weken later wonnen ze de FA Cup en was de dubbel voltooid.
Zijn laatste seizoen bij de Gunners verliep teleurstellend. Arsenal bereikte de halve finale van de FA Cup, waar ze werden uitgeschakeld door Manchester United. Een maand later bleek Manchester United ook in de competitie te sterk voor Arsenal.

### Sunderland
Bould verkaste in juli 1999 voor een transfersom van circa £500.000 naar promovendus Sunderland. Na het vertrek van aanvoerder Kevin Ball in december 1999, benoemde trainer Peter Raid hem tot nieuwe clubaanvoerder. Met Bould als belangrijke speler eindigde Sunderland op de zevende plaats in de competitie, slechts een plek verwijderd van een ticket voor de UEFA Cup. Hij bleef bij het Stadium of Light tot hij vanwege artritis gedwongen was zijn spelersloopbaan in september 2000 te beëindigen. Hij speelde slechts 21 Premier League wedstrijden voor Sunderland.

## Interlandcarrière
Ondanks dat Bould deel uitmaakte van een van de beste verdediging van de late jaren 1980 en het begin tot halverwege de jaren 1990 kwam hij tot slechts twee caps voor het Engels voetbalelftal. Hij maakte zijn interlanddebuut pas op de leeftijd van 31. Beide caps waren onder bondscoach Terry Venables in vriendschappelijke wedstrijden tegen respectievelijk Griekenland (5−0) en Noorwegen (0−0) aan het einde van het seizoen 1993/94.

## Trainerscarrière
Na het beëindigen van zijn spelersloopbaan besloot Bould te gaan voor zijn UEFA coaching badges en keerde in juni 2001 terug bij Arsenal om aan de slag te gaan als trainer bij de jeugdacademie van de club. Hij was de coach van Arsenal U18, die hij leidde naar de Premier Academy League titel in 2008/09, 2009/10 en de FA Youth Cup in 2008/09 Op 10 mei 2012 werd bekendgemaakt dat Steve Bould na het huidige seizoen de nieuwe assistent-trainer van Arsenal zou worden. Hij werd de opvolger van de gepensioneerde Pat Rice.
In juni 2022 werd hij aangesteld als hoofdtrainer van Lommel SK. Hij nam op 14 januari 2025 ontslag bij Lommel, nadat de club in de voorgaande vijf wedstrijden slechts één punt had behaald.

## Statistieken

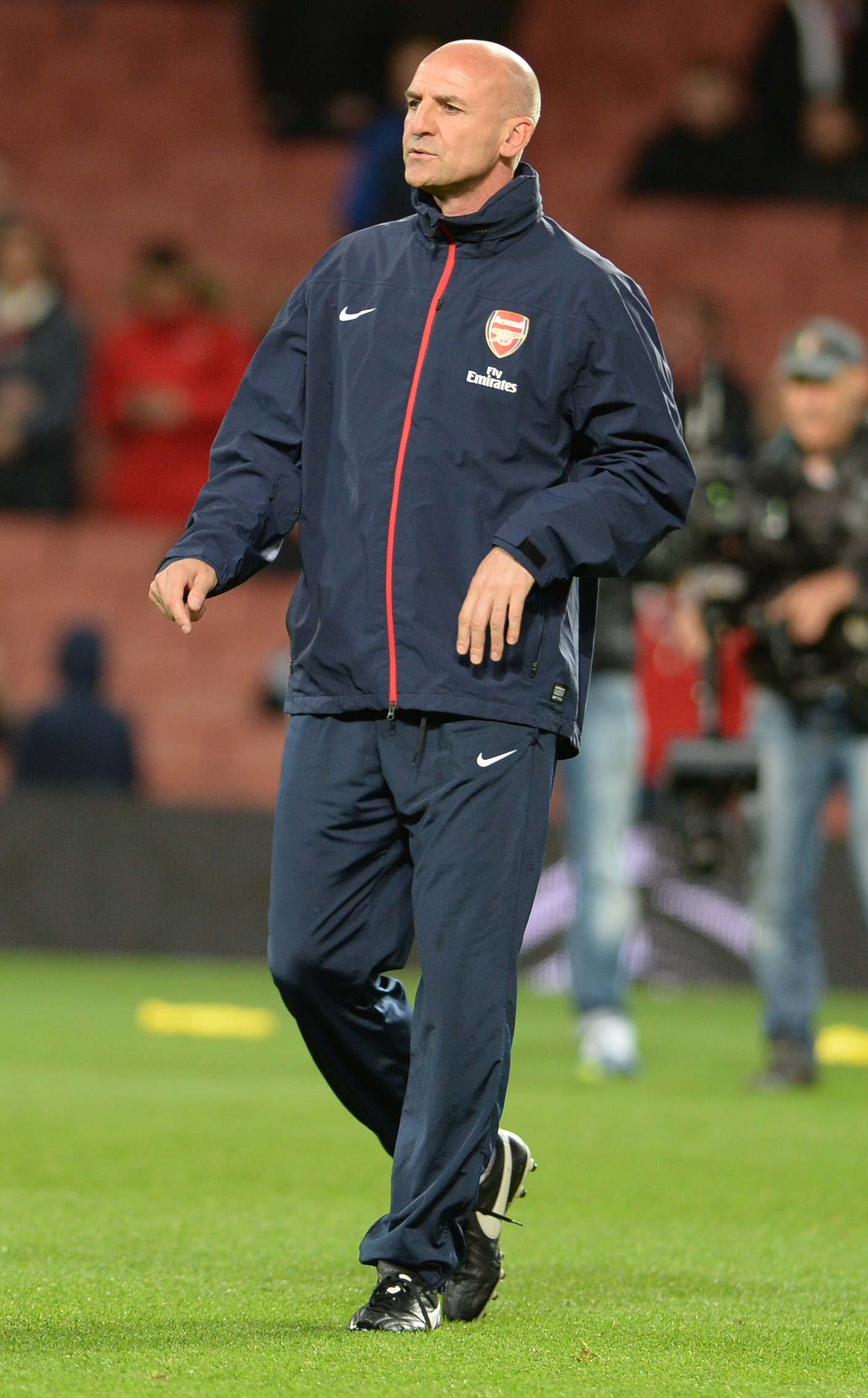
Bould in zijn functie als assistent-trainer van Arsenal.

| Club                  | Competitie      | Seizoen         | Wed. | Doelp. |
| --------------------- | --------------- | --------------- | ---- | ------ |
| Stoke City            | First Division  | 1981/82         | 2    | 0      |
| Stoke City            | First Division  | 1982/83         | 14   | 0      |
| Stoke City            | First Division  | 1983/84         | 38   | 2      |
| Stoke City            | First Division  | 1984/85         | 38   | 3      |
| Stoke City            | Second Division | 1985/86         | 33   | 0      |
| Stoke City            | Second Division | 1986/87         | 28   | 1      |
| Stoke City            | Second Division | 1987/88         | 30   | 0      |
| Totaal                | Totaal          | Totaal          | 183  | 6      |
| Torquay United (huur) | Fourth Division | 1981/82         | 9    | 0      |
| Totaal                | Totaal          | Totaal          | 9    | 0      |
| Arsenal               | First Division  | 1988/89         | 30   | 2      |
| Arsenal               | First Division  | 1989/90         | 19   | 0      |
| Arsenal               | First Division  | 1990/91         | 38   | 0      |
| Arsenal               | First Division  | 1991/92         | 25   | 1      |
| Arsenal               | Premier League  | 1992/93         | 24   | 1      |
| Arsenal               | Premier League  | 1993/94         | 25   | 1      |
| Arsenal               | Premier League  | 1994/95         | 31   | 0      |
| Arsenal               | Premier League  | 1995/96         | 19   | 0      |
| Arsenal               | Premier League  | 1996/97         | 33   | 0      |
| Arsenal               | Premier League  | 1997/98         | 34   | 0      |
| Arsenal               | Premier League  | 1998/99         | 19   | 0      |
| Totaal                | Totaal          | Totaal          | 287  | 5      |
| Sunderland            | Premier League  | 1999/00         | 20   | 0      |
| Sunderland            | Premier League  | 2000/01         | 1    | 0      |
| Totaal                | Totaal          | Totaal          | 21   | 0      |
| Carrière Totaal       | Carrière Totaal | Carrière Totaal | 500  | 11     |

## Erelijst

### Als speler
Arsenal
- First Division/Premier League: 1988/89, 1990/91, 1997/98
- FA Cup: 1992/93, 1997/98
- Football League Cup: 1992/93
- FA Community Shield: 1991, 1998
- European Cup Winners' Cup: 1993/94
- Mercantile Credit Centenary Trophy: 1988

#### Individueel
- Stoke City-Speler van het Jaar: 1984
- Arsenal-Speler van het Jaar: 1992

### Als trainer
Arsenal onder 18
- Premier Academy League: 2008/09, 2009/10
- FA Youth Cup: 2008/09